# Ventilador de ático

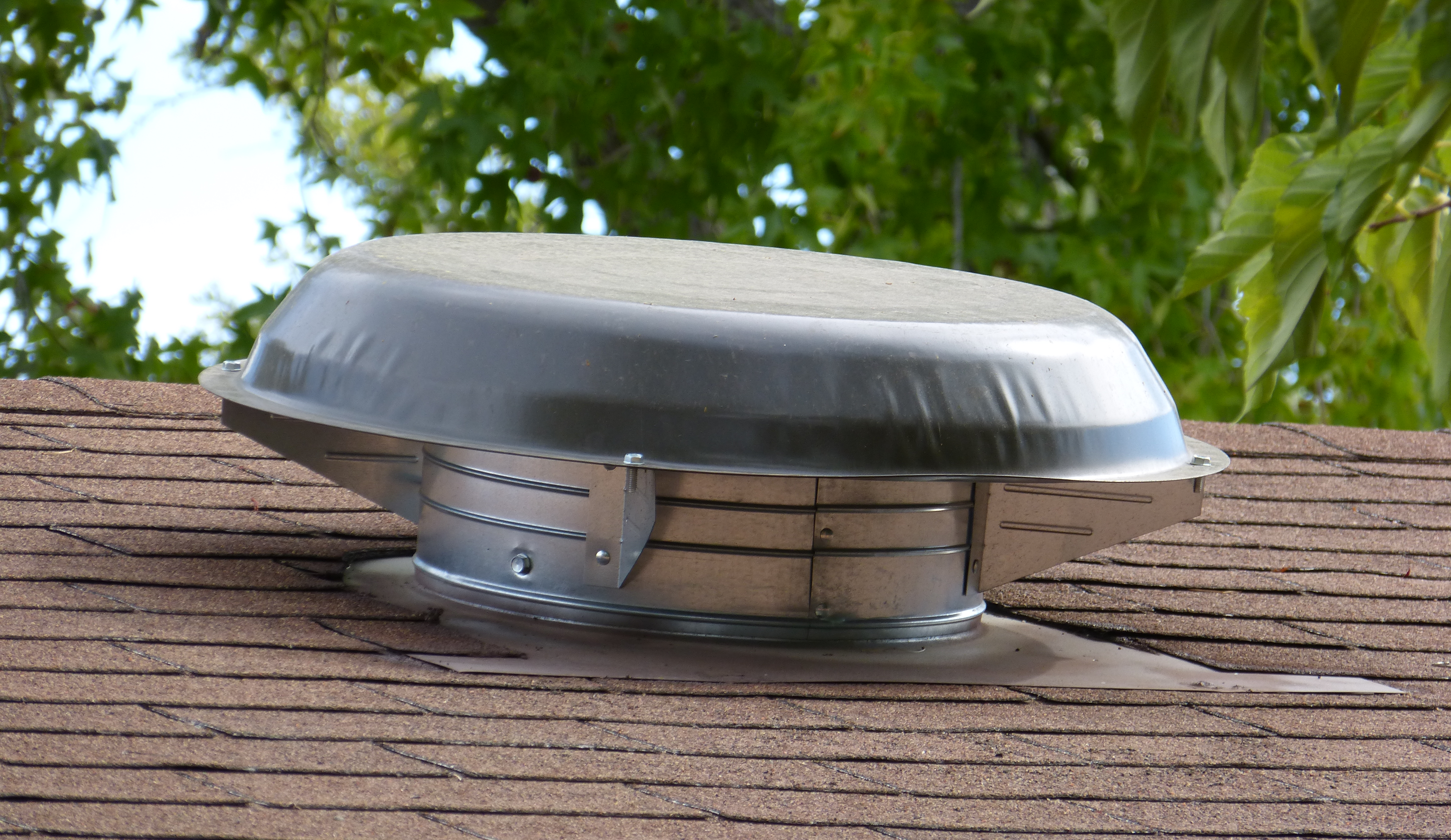
Una tapa de protección contra la intemperie que cubre un ventilador de ático con salida al tejado.

Un ventilador de ático es un sistema de ventilación que regula la temperatura de los últimos pisos de un edificio, específicamente del ático o último piso de un edificio. Se comporta como un extractor del aire caliente que se acumula, lo que facilita la bajada de la temperatura de la estancia, vivienda o construcción. 

## Funcionamiento
Está situado en el techo o parte superior de la estancia donde se acumula el aire caliente. Se activa automáticamente mediante un termostato que enciende y apagar el ventilador cuando se supera o se baja de una temperatura determinada. También puede usarse un interruptor manual. 
Un ventilador de ático puede ir montado en el gablete o en el techo. También son necesarias rejillas de ventilación adicionales para evacuar el aire frío mientras que se agota el aire caliente. Los ventiladores del ático se utilizan típicamente en los meses más cálidos, cuando las temperaturas en el ático de un edificio pueden superar fácilmente los 49 °C (120 grados Fahrenheit). 

### Los métodos de conexión

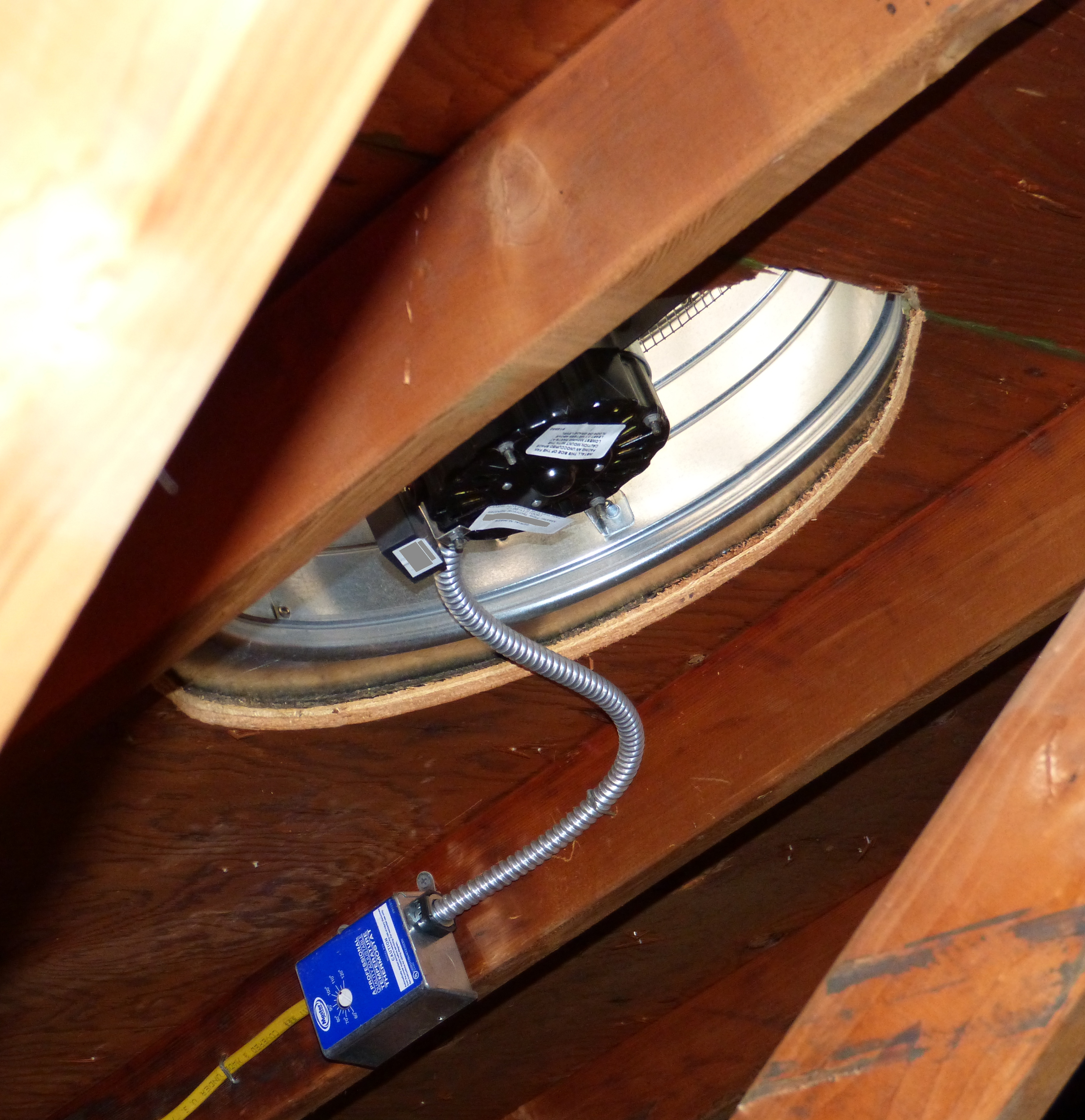
Un ventilador de ático instalado bajo el techo con el cableado visto.

Los ventiladores del ático pueden ser conectados de distintas maneras. Por lo general, el ventilador está cableado directamente en un circuito eléctrico controlado por un termostato que lo activa y desactiva una vez que se supera la temperatura considerada de confort. 
Seguridad - toma a tierra
Como el ventilador de ático suele estar hecho de metal, debe tener toma a tierra o puesta a tierra e incluso, dependiendo de la zona, la altura y los materiales, de toma de pararrayos si está montado sobre el tejado en vez de la pared. En algunos ventiladores de ático la toma de tierra se consigue mediante un tornillo montado en la caja del termostato del ventilador. La mayoría de los ventiladores de ático actuales tienen un cable de toma a tierra conectado directamente al motor, lo que garantiza que todas las piezas estén conectadas a tierra.

## Controversia sobre la eficacia por la presión negativa
Existe cierta controversia sobre la efectividad de los ventiladores de ático. Se ha teorizado que, en algunos casos, la presión negativa que produce un ventilador de ático puede hacer que el aire acondicionado de espacios habitados sea evacuado a través de grietas y luminarias, lo que produciría una pérdida de confort. También, en el caso eventual de un incendio, un ventilador de ático podría, en teoría, facilitar la propagación del fuego por el movimiento del aire. Algunos ventiladores de ático se apagan automáticamente si la temperatura de la estancia supera los 82 grados Celsius (180 grados Fahrenheit). 
En general la eficacia del ventilador de ático depende del tamaño y el aislamiento del espacio, así como de los gastos de funcionamiento.